# Corrie Gardner
Cornelius Henry Gardner, detto Corrie (Melbourne, 12 marzo 1879 – Melbourne, 6 agosto 1960), è stato un lunghista, ostacolista e giocatore di football australiano australiano.
Gardner prese parte ai Giochi della III Olimpiade del 1904 con una società di Melbourne, disputando i 110 metri ostacoli e il salto in lungo. In entrambe le gare non vinse alcuna medaglia.
Gardner fu anche giocatore di football australiano. Giocò per l'Essendon Football Club e per il Melbourne Football Club.